# یان لامبریخس
یان لامبریخس (هلندی: Jan Lambrichs; ۲۱ ژوئن ۱۹۱۵ – ۲۸ ژانویهٔ ۱۹۹۰) دوچرخه‌سوار اهل هلند بود.